# Gregor von Zirkel
Gregor von Zirkel (Sylbach, 28 settembre 1762 – Würzburg, 18 dicembre 1817) è stato un vescovo cattolico tedesco.

## Biografia
Nel 1786 fu ordinato prete a Würzburg, dove fu docente di lingue orientali e di teologia e poi rettore del seminario.
Fu eletto vescovo di Ippo in partibus e ausiliare di Würzburg nel 1802.
Consigliere di Ludovico, principe ereditario di Baviera, contribuì alla caduta del governo del conte di Montgelas, che intendeva riformare in senso liberale la legislazione ecclesiastica bavarese e proclamare l'uguaglianza di tutte le religioni di fronte allo Stato.
Promosse una lega cattolica ed ebbe un ruolo nella stipulazione del concordato del 1817 tra la Baviera e la Santa Sede.
Fu autore di una Geschichte des Patronatsrechtes in der Kirche, pubblicata nel 1806, e del volume Die deutsche katholische Kirche, del 1817.
Fu eletto nel 1817 alla sede residenziale di Spira, morì prima di ottenere la conferma pontificia della nomina e di prendere possesso della sede.

## Genealogia episcopale
La genealogia episcopale è:
- Cardinale Guillaume d'Estouteville, O.S.B.Clun.
- Papa Sisto IV
- Papa Giulio II
- Cardinale Raffaele Riario
- Papa Leone X
- Papa Clemente VII
- Cardinale Antonio Sanseverino, O.S.Io.Hieros.
- Cardinale Giovanni Michele Saraceni
- Papa Pio V
- Cardinale Innico d'Avalos d'Aragona, O.S.Iacobi
- Cardinale Scipione Gonzaga
- Patriarca Fabio Biondi
- Papa Urbano VIII
- Cardinale Cosimo de Torres
- Cardinale Francesco Maria Brancaccio
- Vescovo Miguel Juan Balaguer Camarasa, O.S.Io.Hieros.
- Papa Alessandro VII
- Arcivescovo Massimiliano Enrico di Baviera
- Vescovo Johann Heinrich von Anethan
- Arcivescovo Anselm Franz von Ingelheim
- Vescovo Matthias Starck
- Arcivescovo Lothar Franz von Schönborn
- Vescovo Friedrich Karl von Schönborn-Buchheim
- Arcivescovo Franz Georg von Schönborn
- Arcivescovo Philipp Karl von Eltz zu Kempenich
- Arcivescovo Emmerich Joseph von Breidbach zu Bürresheim
- Vescovo Ludwig Philipp Behelm
- Arcivescovo Friedrich Karl Joseph von Erthal
- Arcivescovo Karl Theodor von Dalberg
- Vescovo Georg Karl von Fechenbach
- Vescovo Gregor von Zirkel